# Ander Crenshaw

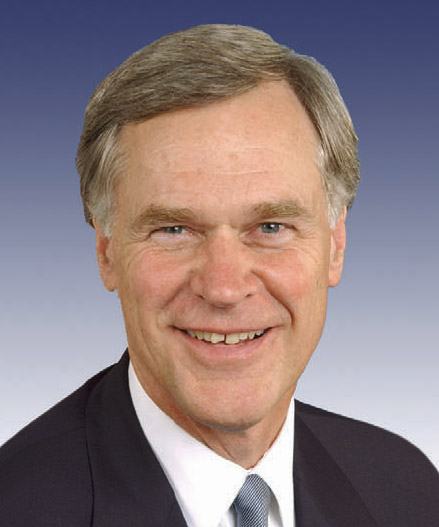
Ander Crenshaw

Ander Crenshaw (* 1. September 1944 in Jacksonville, Florida) ist ein US-amerikanischer Politiker. Seit 2001 vertrat er den Bundesstaat Florida im US-Repräsentantenhaus. Im Jahr 2016 verzichtete er auf eine weitere Kandidatur. Daher endete seine Zeit als Kongressabgeordneter mit Ablauf der Legislaturperiode am 3. Januar 2017.

## Werdegang
Ander Crenshaw studierte bis 1966 an der University of Georgia in Athens. Daran schloss sich bis 1969 ein Jurastudium an der University of Florida in Gainesville an. Anschließend arbeitete er für kurze Zeit als Investmentbanker. Neben seiner politischen Laufbahn war er als Rechtsanwalt tätig. Crenshaw wurde Mitglied der Republikanischen Partei. Im Jahr 1978 kandidierte er erfolglos für das Amt des Secretary of State von Florida. Von 1972 bis 1978 gehörte er dem Repräsentantenhaus von Florida an; zwischen 1986 und 1994 war er Mitglied im Staatssenat. Im Jahr 1992 wurde er dessen Präsident. 1994 bewarb er sich erfolglos um die Nominierung seiner Partei für die Gouverneurswahlen: Er belegte nur den vierten Platz in der Primary; siegreich war Jeb Bush.
Bei den Kongresswahlen des Jahres 2000 wurde Crenshaw im vierten Wahlbezirk von Florida in das US-Repräsentantenhaus in Washington, D.C. gewählt, wo er am 3. Januar 2001 die Nachfolge von Tillie K. Fowler antrat. Nach bisher sieben Wiederwahlen kann er sein Mandat im Kongress bis heute ausüben. Da er bei den Kongresswahlen des Jahres 2014 mit 78 % der Wählerstimmen bestätigt wurde, konnte er am 3. Januar 2015 eine weitere Legislaturperiode antreten, die bis zum 3. Januar 2017 läuft. Er hat die Option einer weiteren Kandidatur im Jahr 2016 verworfen und scheidet somit am 3. Januar 2017 aus dem Kongress aus. Ander Crenshaw war Mitglied im Bewilligungsausschuss und in drei von dessen Unterausschüssen. Er ist mit Kitty Kirk Crenshaw verheiratet. Seine Frau ist die Tochter des früheren Gouverneurs Claude Roy Kirk.